# Gondla
Gondla (russisch Гондла) ist ein Versdrama in vier Akten von Nikolai Gumiljow, einem der wichtigsten Autoren des Akmeismus. Der Erstdruck erfolgte im Januar 1917 in der Zeitschrift Russkaja Mysl (Russischer Gedanke). Das Drama spielt in einem legendären Island des 9. Jahrhunderts und handelt vom symbolischen Gegensatz zwischen irischem ‚Schwan‘ und isländischem ‚Wolf‘. Durch das Menschenopfer Gondlas kommt es zur Erlösung der Wölfe und der Vereinigung beider Reiche unter christlicher Flagge. – Bisher gibt es keine Übertragung des Versdramas ins Deutsche.

## Inhalt

### Erster Akt
Der alte isländische König hat vor Jahren einen irischen Prinzen nach Island bringen lassen und ihn aufgezogen. Das Stück beginnt mit der Verheiratung dieses Ziehsohns (Gondla) mit der adligen Ziehtochter Lera und der Ausrufung Gondlas zum künftigen König Islands. Der alte König verspricht sich von dieser Vermählung des christlich-poetisch-friedlichen irischen ‚Schwans‘ mit dem isländischen ‚Wolf‘ eine neue Art Herrschertum für Island.
Snorre, Grubbe, Lage (dessen Vater Ger-Peder damals den Auftrag hatte, Gondla nach Island zu bringen) und Ahti wollen sich nicht damit abfinden, dass ein fremder Schwächling isländischer König werde. Sie wollen Gondla vor der Hochzeitsnacht ablenken, und statt ihm soll im Dunkeln einer der ihren (Lage) die Nacht mit Lera verbringen.
Im Gespräch mit Gondla spricht Lera von ihren zwei Seiten: Tagsüber ist sie stolz und willensstark, nachts sanftmütig – in diesem Zustand hört sie auf den Namen Laik, der irischen Ursprungs ist und den ihre Mutter immer benutzt habe. Vorerst bittet sie Gondla, ihr noch etwas Zeit zu geben. Dieser begegnet kurz darauf Ahti, der ihn fragt, ob eine seiner ersten Amtshandlungen als König die Wiederaufnahme des Kriegs gegen die Dänen sei. Doch Gondla spricht von Frieden:
| Ахти, мальчик жестокий и глупый, Знай, что больше не будет войны, Для чего безобразные трупы На коврах многоцветных весны? | Ahti, du grausamer närrischer Junge, Wisse, dass es keinen Krieg mehr geben wird, Wozu abscheuliche Leichen Auf dem blühenden Teppich des Frühlings? |

Gondla verspricht stattdessen den Bau von Kirchen, schwärmt von Glockenläuten, Gesang und wahrem Glauben an Christus. Während dieser Ablenkung ist Lage in das Zimmer Leras eingedrungen. Als Gondla dies bemerkt, ist es zu spät. Lera ist beschämt und verlangt, getötet zu werden, doch Gondla lehnt dies ab und – während sich Snorre, Grubbe, Lage und Ahti lustig machen – ruft sich zum König aus.

### Zweiter Akt
Gondla lässt noch in derselben Nacht einen Prozess gegen Lage anberaumen und verlangt vom alten König ein Urteil. Dieser befragt Lage, Snorre und Grubbe, die darauf beharren, den Disput Mann gegen Mann auszufechten. Der König gibt das an Gondla weiter, doch der weigert sich zu kämpfen, auch im Hinblick auf seine körperliche Kondition (er ist bucklig). Er schlägt stattdessen vor, das Ganze musikalisch auszutragen, und verlangt nach einer Laute. Ahti reicht ihm eine magische finnische Laute, auf der allerdings ein Flucht lastet. Solange allerdings Gondla die Laute spielt, können ihm die isländischen Wölfe nichts anhaben. Gondlas Gegenspieler müssen also darauf warten, dass er die Laute aus der Hand gibt, um ihm den Garaus zu machen.
Am Ende des Akts kommt es zu einer Begegnung zwischen Gondla und Lera. Sie verlangt von Gondla, gemeinsam nach Irland zurückzugehen.

### Dritter Akt
Lera und Gondla diskutieren über die Art ihrer Herrschaft. Lera spricht davon, irische Krieger in Schlachten zu führen, doch Gondla erinnert sie daran, dass die irischen Schwäne an Christus glauben und ihr Blut nicht für dunkle Zwecke vergießen würden.
Lage sucht Lera auf und gesteht ihr seine Liebe. Sie wehrt ihn ab und fordert ihn auf, ihr später als Krieger zu dienen, wenn sie irische Königin geworden sei. Gondla erscheint und beschimpft und droht Lage damit, sich umzubringen, um Lage in die schändliche Situation zu bringen, mit königlichem Blut besprenkelt zu sein. Doch Lage lacht darüber und bittet den hinzugetretenen Grubbe, endlich das Geheimnis um Gondlas Herkunft zu lüften:
Bei der Überfahrt von Irland nach Island seien drei Knaben an Bord gewesen, der eigentliche irische Prinz, der bucklige Gondla sowie Lage (Ger-Peders Sohn). Lage habe im Übermut den eigentlichen Prinz ins Meer gestoßen, worin dieser umgekommen sei. Um seinem Sohn Lage die Konsequenzen der Tat zu ersparen, erklärte Ger-Peder kurzerhand den buckligen Gondla zum Prinzen.
Lera sagt sich von Gondla los und lässt sich in eine Orgie mit Snorre, Grubbe, Lage und Ahti ein.

### Vierter Akt
Eine Abordnung irischer Kämpfer kommt ins Land, auf der Suche nach ihrem Prinzen. Sie begegnen Gondla und kurz darauf Snorre, Grubbe, Lage und Ahti. Gondla lässt seine Laute fallen, woraufhin sich die Isländer auf ihn stürzen. Doch die irischen Kämpfer drängen sie zurück. Schließlich erkennen sie in Gondla ihren König. Der weist sie aufgrund seines neuen Wissens zunächst ab, doch es erfolgt eine weitere Peripetie, die irischen Krieger klären ihn auf: Nach dem Tod des alten Königs wählte das irische Volk einen neuen, und zwar Gondlas Vater, einen Barden und Dichter. Bei seinem Tod wiederum erklärte er, dass ihm sein Sohn als neuer König nachfolgen solle. Die Isländer erkennen, dass vor ihnen also doch ein König steht, und bieten ihm ihre Dienste an. Gondla beharrt aber darauf, dass er König nicht für Irland oder Island sei, sondern dass sein Reich überirdisch sei. 
Die isländischen Kämpfer enthüllen ein weiteres Geheimnis: Gondla und Lera seien Halbgeschwister. Leras Mutter sei aus Irland nach Island entführt worden, und ihr Klagen habe schließlich dazu geführt, dass Gondla ebenfalls nach Island gebracht werde.
Gondla ergreift ein Schwert und schickt sich an, die Isländer zu taufen. Doch diese wollen nicht auf ihre alten Göttern verzichten. Gondla bringt sich selbst als Opfer dar, er stürzt sich ins Schwert und stirbt:
| Я монета, которой Создатель Покупает спасенье волков. | Ich bin die Münze, mit der der Schöpfer Die Erlösung der Wölfe erwirbt. |

Die Isländer sind beeindruckt davon, dass sich Gondla in der Stunde seiner größten Macht das Leben nimmt. Sie küssen einer nach dem andern den Griff des Schwertes, mit dem Gondla sich umgebracht hat. Irland und Island sind nun in einem höheren Sinn vereint.
Das Drama endet mit einem Monolog Leras, sie träumt davon, mit Gondla in das offene Meer der Liebe hinauszusegeln, zum überirdischen Ort der Schwäne.

## Volltext
- das Drama im russischen Original auf Wikisource

## Englische Übertragung
- Gondla; or, The Salvation of the Wolves. Englisch von Philip McDonagh. Dublin: Arlen House 2016. ISBN 978-1-851321-26-1.